# 勒梅尼勒菲盖
勒梅尼勒菲盖（法語：Le Mesnil-Fuguet，法語發音：[lə mɛnil fyɡɛ]）是法国厄尔省的一个市镇，位于该省中部，属于埃夫勒区。

## 地理
勒梅尼勒菲盖（49°4'11"N, 1°5'57"E）面积3.58 平方千米，位于法国诺曼底大区厄尔省，该省份为法国北部内陆省份，北起滨海塞纳省，西接奧恩省和卡爾瓦多斯省，南至厄尔-卢瓦省，东临瓦兹省、瓦兹河谷省和伊夫林省。
与勒梅尼勒菲盖接壤的市镇（或旧市镇、城区）包括：阿维龙、萨康维尔、图尔讷维尔。

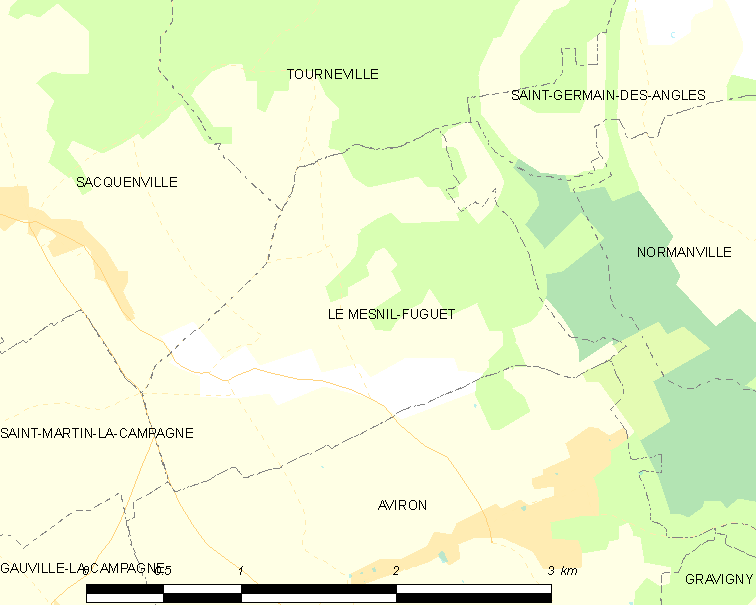
勒梅尼勒菲盖的OSM定位图

勒梅尼勒菲盖的时区为UTC+01:00、UTC+02:00（夏令时）。

## 行政
勒梅尼勒菲盖的邮政编码为27930，INSEE市镇编码为27401。

## 政治
勒梅尼勒菲盖所属的省级选区为勒讷堡县。

## 人口

1962-2008年间勒梅尼勒菲盖人口变化图示

勒梅尼勒菲盖于2022年1月1日时的人口数量为197人。